# Rukmini Devi
Rukmini Devi (Madurai, 29 febbraio 1904 – Chennai, 24 febbraio 1986) è stata una danzatrice e politica indiana, importantissima figura nella storia della danza tradizionale indiana. Ebbe anche un ruolo politico e culturale.

## Biografia

### Infanzia e matrimonio
Rukmini era figlia di Nilakanta Shastri, un bramino (casta elevata della società indiana) che era divenuto membro della Società Teosofica. Nilakanta Shastri, andando in pensione, trasferì la residenza della sua famiglia nei sobborghi meridionali di Madras (oggi Chennai), non lontano dalla sede della Società Teosofica.
Nell'ambito della Società Teosofica, Rukmini incontrò il dottor George Arundale, un celebre pedagogo australiano che aveva in essa un ruolo di primo piano, e lo sposò nel 1920 (lei aveva 16 anni e lui 40). Fu un matrimonio che fece scalpore, per essere contratto da un'indiana di casta elevata e un uomo di razza e cultura occidentali. L'opposizione della casta bramina fu tale, che il matrimonio venne celebrato a Bombay (oggi Mumbai) anziché a Madras.
Rukmini fu anche membro dell'O.M.M.I. Le Droit Humain, di cui era già membro lo stesso George Arundale.

### Scoperta della danza
Con il marito, Rukmini cominciò a viaggiare per il mondo, mentre nel frattempo assumeva ruoli sempre più importanti nel ramo giovanile della Società Teosofica.
Nel 1928, la famosa ballerina russa Anna Pavlova diede uno spettacolo a Bombay e in quest'occasione Rukmini e il marito ebbero occasione d'incontrarla. La conoscenza s'approfondì nel corso di un lungo viaggio per mare dall'India all'Australia, nel quale la coppia si trovò sulla stessa nave della ballerina e della sua compagnia. Anna Pavlova chiese a una delle sue ballerine più brave, Cleo Nordi, d'insegnare danza a Rukmini, e più tardi la incoraggiò, piuttosto che a perfezionarsi nel balletto classico, a riscoprire la danza tradizionale indiana.
Quest'ultima attraversava in India da secoli una fase di decadenza. Strettamente legata alle funzioni religiose dei templi indù, era praticata solo dalle caste inferiori, essendo considerata un'attività poco nobile.
Al ritorno in patria, Rukmini si dedicò con grande determinazione all'apprendimento del bharatanatyam, in particolare sotto la guida del maestro Meenakshisundaram Pillai, già anziano. Nel dicembre 1935, a trentuno anni, diede il suo primo spettacolo in occasione del giubileo della Società Teosofica, davanti a 2 000 persone.

### Fondazione di Kalakshetra
L'anno seguente, Rukmini, insieme al marito e ad altri membri della Società Teosofica, diede vita a un'accademia di danza che prese il nome di Kalakshetra ("luogo sacro delle arti").
Rukmini apportò una serie d'innovazioni al bharatanatyam, svincolandolo dal suo legame stretto con le funzioni religiose, purificandolo dagli elementi erotici e volgari, e nobilitandolo come attività degna di tutti. Apportò anche innovazioni negli strumenti usati per l'accompagnamento, in particolare favorendo l'uso del violino abbinato a strumenti tradizionali come la vina e il mridangam.
Le attività di Kalakshetra non si limitarono alla danza, comprendendo altri aspetti della musica carnatica e anche aspetti educativi del tutto separati. In particolare George Arundale invitò nel 1939 Maria Montessori a far partire nel campus di Kalakshetra una scuola elementare basata sul suo metodo, e successivamente vi aprì anche una scuola secondaria.

### Gli ultimi anni
George Arundale morì nel 1945, due anni prima che l'India ottenesse l'indipendenza.
Nel 1952 Rukmini Devi fu nominata membro della Rajya Sabha, approssimativamente equivalente al senato italiano.
Molto sensibile alla protezione degli animali, Rukmini fondò nel 1960 l'Animal Welfare Board of India, di cui rimase dirigente fino alla morte, e contribuì fortemente alla legge indiana denominata "Prevention of Cruelty to Animals Act" (Decreto per la Prevenzione della Crudeltà sugli Animali, 1960). Strettamente vegetariana, fu anche vicepresidente dell'Unione Vegetariana Internazionale, dal 1955 alla sua morte.